# Kamra
Kamra é uma cidade do Paquistão localizada na província de Punjab.